# Nierlet-les-Bois

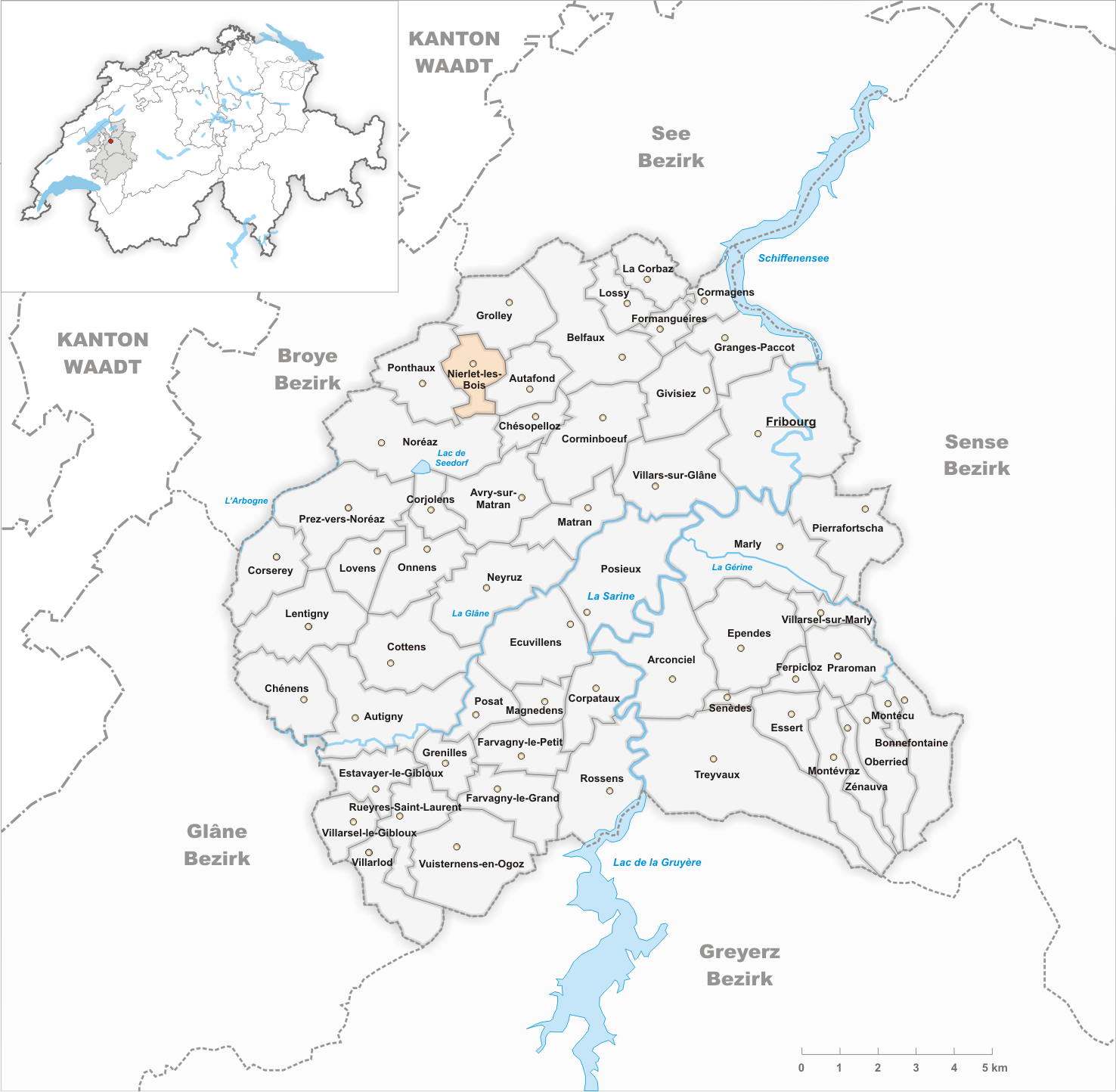
Gemeindestand vor der Fusion am 1. Januar 1981

Nierlet-les-Bois (Freiburger Patois Nyarlèⓘ) ist eine Ortschaft und früher selbständige politische Gemeinde im District de la Sarine (deutsch: Saanebezirk) des Kantons Freiburg in der Schweiz. Am 1. Januar 1981 wurde Nierlet-les-Bois nach Ponthaux eingemeindet und mit diesem am 1. Januar 2025 zu Grolley-Ponthaux fusioniert.

## Geographie
Nierlet-les-Bois liegt auf 674 m ü. M., acht Kilometer westlich der Kantonshauptstadt Freiburg (Luftlinie). Das Dorf erstreckt sich am sanft geneigten Westhang des Waldhügels des Forêt de l'Etat, im Quellgebiet des Dorfbachs von Grolley, im Molassehügelland zwischen dem Broyetal und dem Saanetal, im Freiburger Mittelland. Die ehemalige Gemeindefläche betrug rund 2 km². Das Gebiet reichte von der Talmulde des Baches von Grolley südwärts über die Höhe von Nierlet-les-Bois bis in das Einzugsgebiet der Sonnaz. Auch ein grosser Teil des Forêt de l'Etat (bis 738 m ü. M.) gehörte zum Gemeindeboden.

## Bevölkerung
Mit 111 Einwohnern (1980) zählte Nierlet-les-Bois vor der Fusion zu den kleinen Gemeinden des Kantons Freiburg. Zu Nierlet-les-Bois gehörten auch einige Einzelhöfe.
Einwohnerzahlen: Volkszählungsdaten

## Wirtschaft
Nierlet-les-Bois lebt noch heute von der Landwirtschaft, insbesondere vom Ackerbau und von der Milchwirtschaft. In den letzten beiden Jahrzehnten sind auch Familien ins Dorf gezogen, die überwiegend auswärts erwerbstätig sind.

## Verkehr
Das Dorf liegt abseits der grösseren Durchgangsstrassen, ist aber von Grolley und Ponthaux leicht erreichbar. Durch die Buslinie der Transports publics Fribourgeois, welche die Strecke von Freiburg via Noréaz nach Nierlet-les-Bois bedient, ist das Dorf an das Netz des öffentlichen Verkehrs angebunden.

## Geschichte
Die erste urkundliche Erwähnung des Ortes erfolgte 1171 unter dem Namen Nuarlez. Später erschienen die Bezeichnungen Nyalet, Niarlet (1404) und Nyarlet lo Bos (1475). Der Ortsname geht auf das lateinische Wort nucariolum (Nussbaumwäldchen) zurück.
Seit dem Mittelalter gehörte Nierlet-les-Bois zur Herrschaft Montagny. Durch Kauf gelangte das Dorf 1478 unter die Herrschaft von Freiburg und wurde der Vogtei Montagny zugeordnet. Nach dem Zusammenbruch des Ancien Régime (1798) gehörte Nierlet-les-Bois während der Helvetik zum Bezirk Payerne, ab 1803 zum Bezirk Montagny und ab 1815 zum Bezirk Freiburg, bevor es 1848 mit der neuen Kantonsverfassung in den Saanebezirk eingegliedert wurde. Mit Wirkung auf den 1. Januar 1981 wurde Nierlet-les-Bois nach Ponthaux eingemeindet. Nierlet-les-Bois besitzt eine Kapelle; es gehört zur Pfarrei Ponthaux.

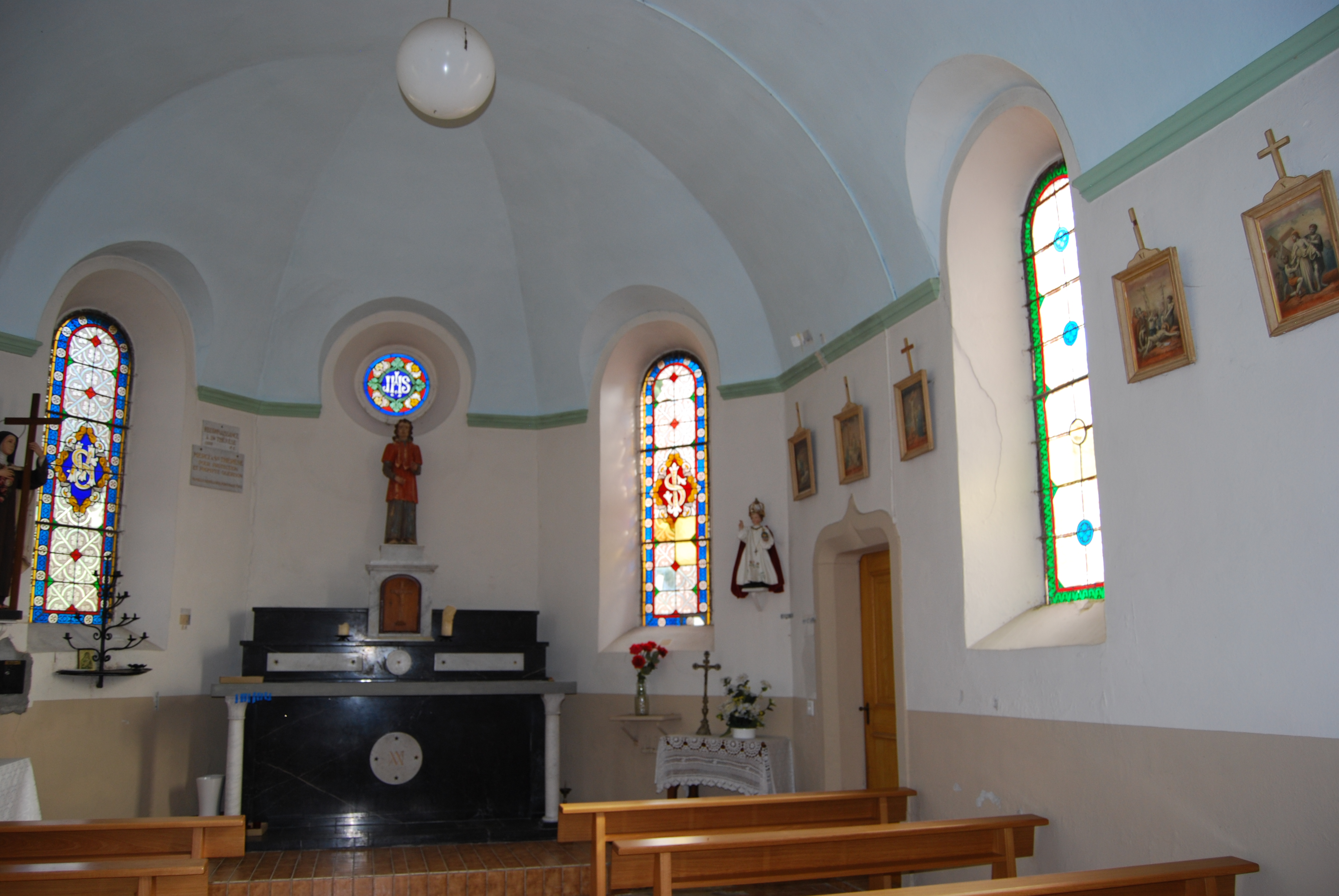
Innenansicht der Kapelle
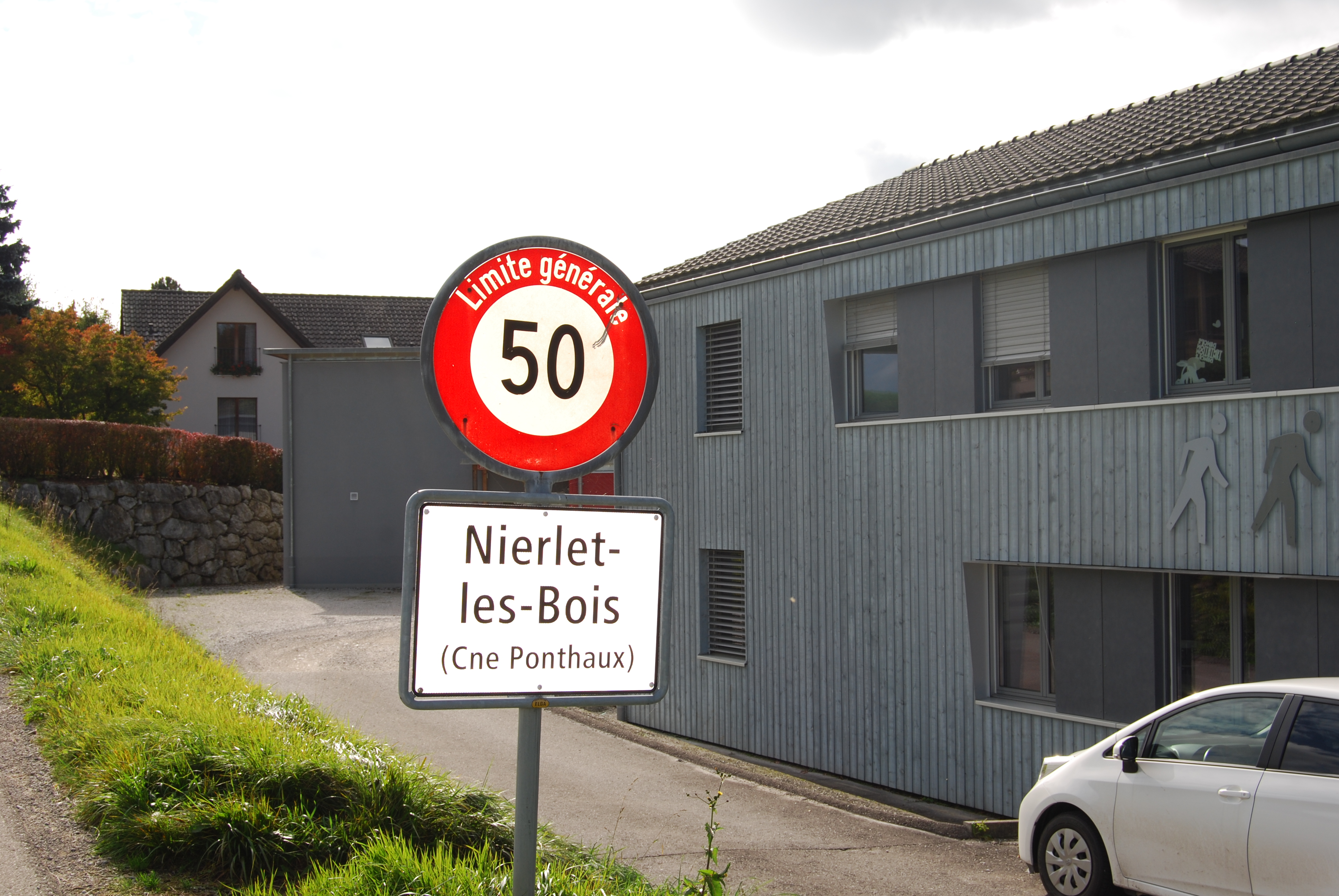
Ortseingang von Nierlet-les-Bois
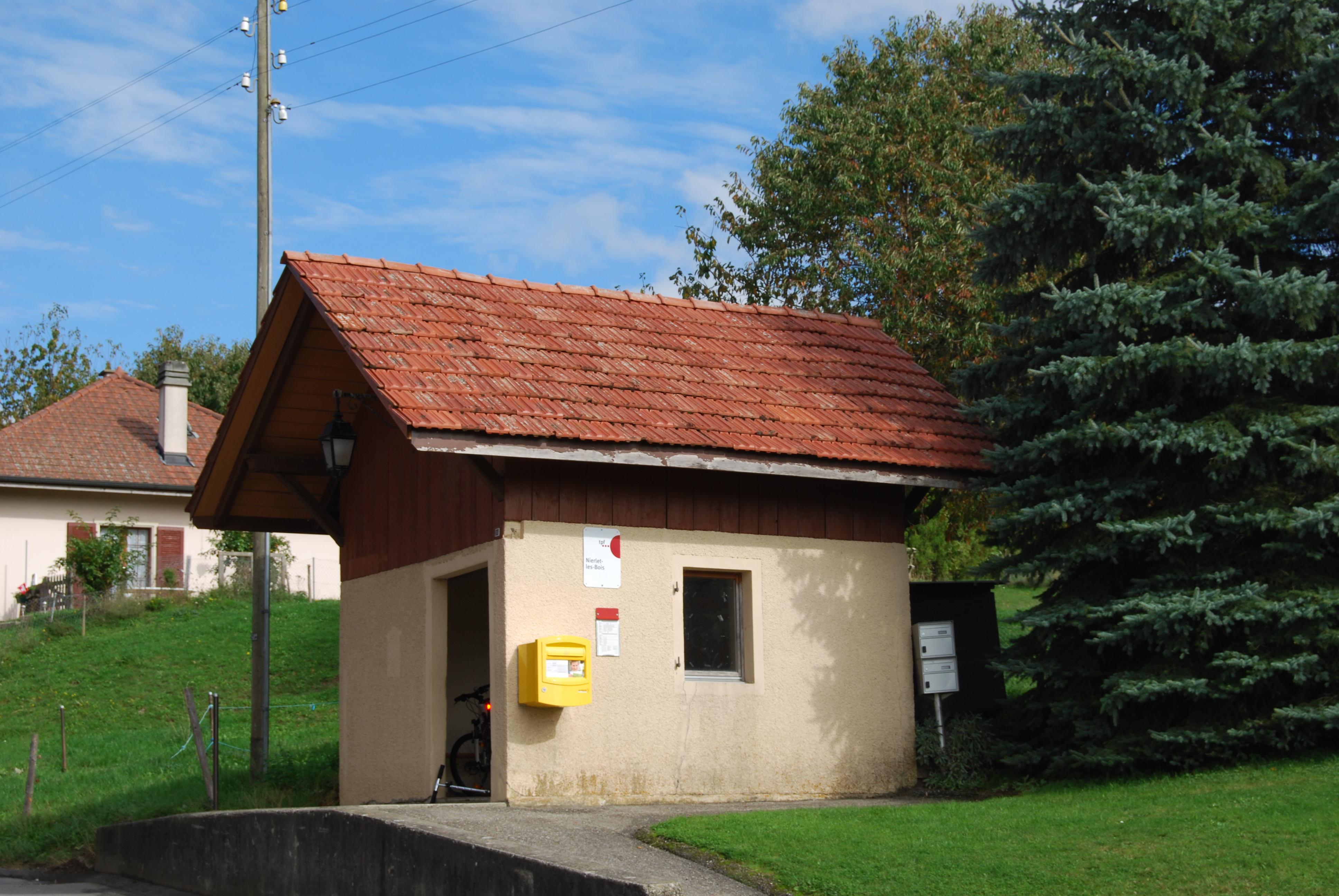
Bushaltestelle